# Bahnhof Friedrichsruh
Der Bahnhof Friedrichsruh ist ein ehemaliger Bahnhof an der Bahnstrecke Berlin–Hamburg im Ortsteil Friedrichsruh der schleswig-holsteinischen Gemeinde Aumühle im Kreis Herzogtum Lauenburg. Zuletzt war die Betriebsstelle nur noch ein Haltepunkt.
Die Station wird seit dem Fahrplanwechsel am 15. Dezember 2019 nicht mehr angefahren und ist seit dem 31. Januar 2022 formal außer Betrieb.
Das Mitte des 19. Jahrhunderts errichtete, denkmalgeschützte Empfangsgebäude ist eines der ältesten erhaltenen Bahnhofsgebäude Deutschlands und das einzige an der Strecke auf dem Gebiet des Bundeslandes, das noch aus der Bauzeit der Bahnstrecke stammt. In ihm hat seit dem Jahr 2000 die Otto-von-Bismarck-Stiftung ihren Sitz.

## Lage
Das Bahnhofsgebäude liegt am Streckenkilometer 259,7 der Bahnstrecke Berlin–Hamburg. Der Ort Friedrichsruh befindet sich im Sachsenwald und war früher ein beliebter Ausflugsort der Einwohner der nahen Stadt Hamburg. Die beiden Seitenbahnsteige liegen versetzt zueinander. Reisende gelangten durch eine Unterführung auf die jeweils andere Gleisseite. Östlich des Haltepunktes überführte die Landesstraße 208 die Bahnstrecke.

## Geschichte

Geschmückter Bahnhof anlässlich des 80. Geburtstags Bismarcks am 1. April 1895

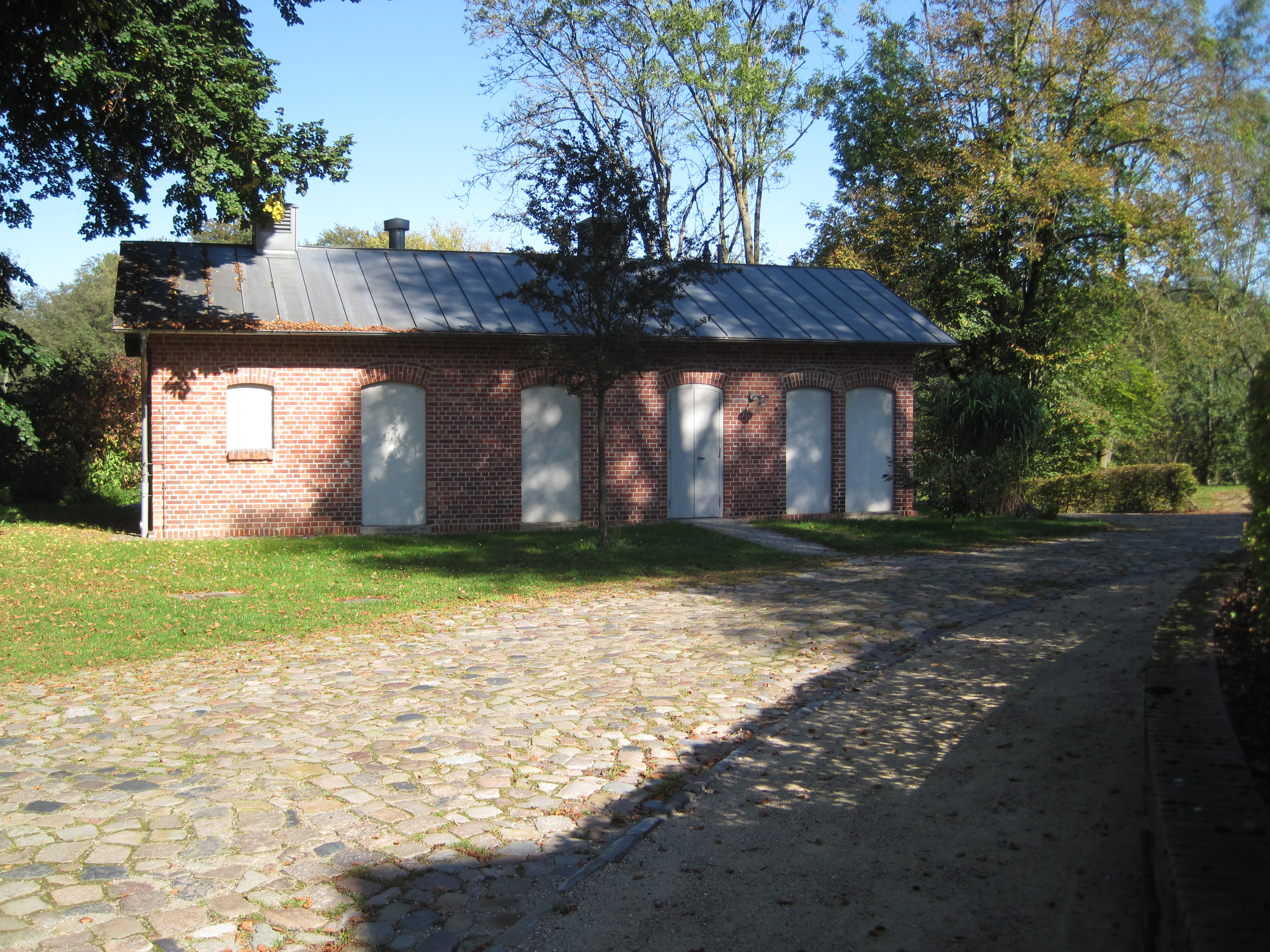
Ehemaliges Toilettenhäuschen, heute Archiv der Bismarck-Stiftung

Im Zuge des Baus der Bahnstrecke Berlin–Hamburg wurde in Friedrichsruh das bis heute erhaltene Empfangsgebäude errichtet. Wie fast alle Bauten der Berlin-Hamburger Bahn wurde es im spätklassizistischen Stil erbaut. So bestehen unter anderem Ähnlichkeiten zu den Gebäuden in Friesack in Brandenburg und Ludwigslust in Mecklenburg-Vorpommern, beide genannten erhielten jedoch später Anbauten.
Der Ort Friedrichsruh erlangte nach 1871 dadurch Bedeutung, dass Reichskanzler Otto von Bismarck von Kaiser Wilhelm I. den Sachsenwald geschenkt bekam und Bismarck sich wegen der guten Verkehrsanbindung nach Berlin vermehrt dort aufhielt. Nach seiner Entlassung 1890 wurde Friedrichsruh zu Bismarcks Ruhesitz. Sein Anwesen lag nahe den Gleisen am Bahnhof. Bismarck erwirkte für sich und seine Staatsgäste Ausnahmegenehmigungen zum Halt der Züge an seinem Grundstück, etwa 250 Meter neben dem Empfangsgebäude. Nach Bismarcks Tod 1898 besuchten bis zu 100.000 Menschen jährlich den Ort, zumeist reisten sie per Bahn an.
1938 war Friedrichsruh als Bahnhof der Klasse III eingestuft.
Laut Gleisplan der Deutschen Reichsbahn vom August 1945 verfügte der Bahnhof zu der Zeit über sieben Gleise und 17 Weichen. Zum Teil waren es Ladegleise, die vom Sägewerk der Familie Bismarck genutzt wurden. Für die Versorgung von Dampflokomotiven stand östlich vom Empfangsgebäude ein Wasserturm, in dem sich auch ein Aufenthaltsraum befand. Markant war das in Blech ausgeführte Brückenstellwerk „Frd“, das seinen Zugang vom Bahnsteig 2 aus hatte. Es stand etwa an der Stelle, an der jetzt die L 208 die Gleise auf einer Brücke überquert. Bis in die 1990er-Jahre nutzte die Landesstraße einen heute stillgelegten Bahnübergang westlich des Bahnhofs. Eine aktualisierte Gleisplanfassung vom Mai 1976 zeigt, dass zwischenzeitlich fünf Weichen und einige Gleise entfernt wurden, darunter auch das südlichste Gleise, das in den 1960er-Jahren zum Abstellen zahlreicher ausgemusterter Dampflokomotiven genutzt wurde.
Bis in die 1970er-Jahre befand sich im Bahnhofsgebäude das Restaurant Historischer Bahnhof. Danach stand es leer. Anfang der 1980er-Jahre nutzte der RAF-Terrorist Christian Klar den Keller als Versteck. Er wurde 1982 bei Friedrichsruh festgenommen. Zwischenzeitlich kamen Asylbewerber im Bahnhofsgebäude unter. Bis Ende der 1990er-Jahre war es dem Verfall preisgegeben. Nach der Sanierung bezog die Otto-von-Bismarck-Stiftung im Jahr 2000 das ehemalige Empfangsgebäude und unterhält dort neben den Forschungseinrichtungen auch ein Museum mit einer Dauerausstellung zur deutschen Geschichte des 19. Jahrhunderts.

## Personenverkehr
Der Haltepunkt wurde zuletzt im Nahverkehr von Regionalbahnen auf der Linie Hamburg Hbf–Büchen durch Triebwagen der DB-Baureihe 648 sonntags zweistündlich bedient. Andere Züge des Nahverkehrs und der Fernverkehr passierten Friedrichsruh ohne Halt. Mit dem Fahrplanwechsel im Dezember 2019 entfielen auch die genannten Halte, jeweils sieben pro Richtung.